# Burberry
Burberry é uma casa de moda britânica, especializada em roupa, acessórios de luxo, perfume, óculos de sol e cosméticos. A sua imagem de marca é constituída por um padrão em quadrados (Tartan). A Burberry é uma das marcas de moda mais famosas do mundo, tendo casas próprias, franchise, venda por catálogo, e uma linha de perfumes. A Burberry é mais conhecida pelos seus casacos, originalmente desenhados pelo fundador Thomas Burberry.
Em 2014, Burberry era número 73 na lista de 'Melhores Marcas Globais' do relatório da Interbrand, que lista as marcas mais valiosas do mundo.

## Historia

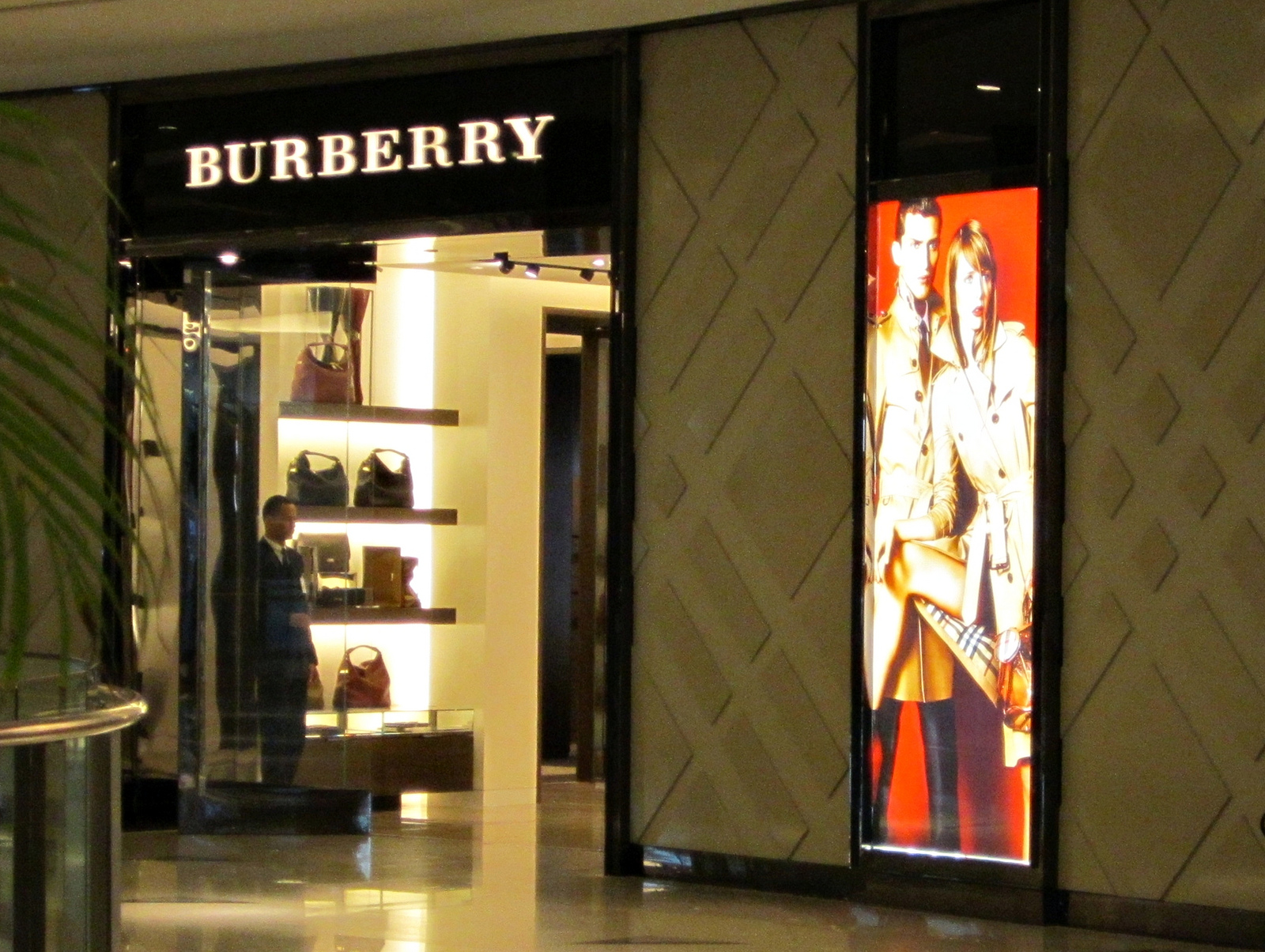
Loja da Burberry no Recife. A grife britânica está presente em outras quatro cidades brasileiras: São Paulo, Rio de Janeiro, Brasília e Curitiba.

A Burberry foi fundada em 1856, por um jovem de 21 anos, chamado Thomas Burberry, em Basingstoke, Hampshire, na Inglaterra. Ele tinha trabalhado como aprendiz de negociante de panos.  Em 1870, o negócio tinha conseguido se estabelecer através do seu foco em roupas para o frio, ao ar livre. Anos mais tarde, em 1880, Thomas Burberry inventa a gabardine, um vestuário resistente, à prova-de-água mas do qual o material ainda deixava respirar. O fio era tratado para ser a prova-de-água antes da tecelagem. A sua invenção foi patenteada em 1888. "Burberry" era o nome original mas a empresa começou a usar o nome "Burberrys" pois muitos clientes o chamavam de "Burberrys de Londres".  Ainda pode-se encontrar esse antigo nome em alguns produtos mais velhos.  Em 1891 a Burberry abriu uma loja no the Haymarket, em Londres.
Em 1901, o logotipo do cavaleiro equestre com a palavra 'Prorsum'('avante' em Latim) foi desenvolvido e registrado como marca registrada.  Em 1911 eles se tornaram os fornecedores do Roald Amundsen, o primeiro homem a chegar ao pólo sul, e  Ernest Shackleton, que em 1914 liderou uma expedição para atravessar a Antártica.  Uma jaqueta gabardina da Burberry foi vestida pelo George Mallory na sua expedição presumidamente fracassada no Monte Everest em 1924.
Em 1914, o departamento de guerra encomendou da Burberry, uma adaptação aos casacos dos oficiais para as necessidades da guerra moderna, resultando no "trench coat".  Depois da guerra o casaco se tornou popular entre civis.  O xadrez Burberry icônico foi criada em 1920 e usado como um forro em seus trench coats.
A Burberry também desenhou vestuários de aviação especialmente para A.E. Clouston e Betty Kirby-Green que conseguirem o tempo mais rápido de voo de Londres para a Cidade do Cabo em 1937 e eram patrocinados pela Burberry.
A Burberry foi uma empresa independente até 1955 quando foi assumido pelo Grandes Lojas Universal (GUS).
Durante os anos 1970, a marca tornou-se popular entre os britânicos seguidores da cultura casual, levando a ser relacionado com os membros de empresas de futebol já na década de 1990 e 'chav's na década seguinte.
Em 1998, Burberrys mudou o nome de marketing deles para Burberry.
Em Maio de 2001, Christopher Bailey entrou na Burberry como diretor criativo. GUS vendeu o resto da sua participação na Burberry em dezembro de 2005.
Em 2006, Rose Marie Bravo, que como Chief Executive levou Burberry para o sucesso no mercado de massa, por licenciamento, decidiu se aposentar. Ela foi substituída por outra americana Angela Ahrendts que veio de Liz Claiborne em Janeiro de 2006, e assumiu o cargo de CEO em 1 de julho de 2006. Ahrendts e Bailey conseguiram mudar a então reputação Chav - que a marca tinha adquirido no final do mandato de Bravo, removendo o check-padrão icônico da marca de todos, menos 10% dos produtos da empresa, e comprando a franquia espanhola que valia 20% do faturamento do grupo.  Parte da nova visão do design como impulso  foi inspirada das lições de marcas icônicas líderes, incluindo a Apple Inc.  Burberry começou a vender on-line primeiro nos EUA, seguido pelo Reino Unido em outubro de 2006, e o resto da UE em 2007. Bailey se tornou Chief Creative Officer, em novembro de 2009, enquanto em 2012 Ahrendts foi a CEO mais bem paga do Reino Unido, fazendo £16.9m, foi a primeira vez que uma mulher esteve no topo da lista.
Em 2018, anunciou que deixará de usar peles de animais e que abandona a prática de queimar os artigos e complementos que não são vendidos.

## Controvérsias
Em outubro de 2013, foi anunciado que Ahrendts assumiria o cargo de Senior Vice President de varejo e online na Apple Inc. a partir de Abril de 2014, e seria substituída como CEO por Bailey. Durante o seu mandato, as vendas aumentaram para mais de £2 bilhões, e as ações valorizaram em mais de três vezes para £7 bilhões. Embora a Burberry promove sua conexão britânica, de acordo com The Guardian, um jornal diário nacional britânico, desde Julho de 2012 a Burberry mantém apenas duas unidades de produção na Grã-Bretanha, um em Castleford aonde produzem gabardinas, e um menor em Keighley.
Em 2014, Christopher Bailey se tornou CEO da Burberry e continua com o role de chief creative officer.  Ele é relatado como tendo um pacote salarial no valor de até £10m por ano.  Em Julho de 2014, acionistas na assembleia geral anual da Burberry em Londres votaram contra o relatório de remuneração da empresa. Porem, Bailey continuara com o seu salário existente pois o voto não é vinculativo.

## Marcas
A Burberry opera sob três submarcas: (2015)
- Burberry Prorsum – A coleção mais a frente da moda, centrada em torno de desfiles, proporcionando a inspiração de design da marca.
- Burberry London – A coleção sob medida, geralmente o que um cliente usa durante a semana para o trabalho.
- Burberry Brit – A coleção mais casual, normalmente usado nos finais de semana.

## Tartan
Burberry oferece uma gama de Tartans:
- Horseferry:   Tartan clássico com um Cavaleiro Equestre Burberry em bege
- Haymarket: Tartan clássico com um Cavaleiro Equestre Burberry em vermelho
- House: Tartan clássico sem o Cavaleiro Equestre Burberry
- Nova: O mais novo e maior desenho Tartan.  Tem um fundo creme / tan com listras verticais e horizontais pretas e cor de rosa / vermelho.
- Supernova: Maior ainda que o desenho Nova
- Exploded: Tartan explodido normalmente em cores metálicas como prata.
- Smoked: Tartan clássico numa cor mais escura e sem o Cavaleiro Equestre Burberry
- The Beat: Tartan clássico em preto e branco

## Lojas
A Burberry tem mais de 500 lojas em mais de 50 países. E uma sede em Londres, Reino Unido.

## No Brasil
A Burberry possui ao todo onze lojas no Brasil:
- São Paulo - 6 lojas: Shopping Iguatemi São Paulo , JK Iguatemi, Pátio Higienópolis , Catarina Fashion Outlet, Aeroporto de Guarulhos e Outlet Premium;
- Rio de Janeiro - 2 lojas: Shopping Village Mall e Shopping Leblon;
- Brasília - 1 loja: Iguatemi Brasília;
- Recife - 1 loja: RioMar Shopping;
- Curitiba - 1 loja: Shopping Pátio Batel.